# Minuskel 918
Minuskel 918 (In der Nummerierung nach Gregory-Aland), O 66 (von Soden) ist eine griechische Minuskelhandschrift des Neuen Testaments auf Papier. Sie wird mittels Paläographie auf das 16. Jahrhundert datiert. Sie befindet sich in der Klosterbibliothek des Real Sitio de San Lorenzo de El Escorial in Spanien.

## Beschreibung
Die Handschrift enthält die Paulusbriefe (mit Hebräerbrief) und die Katholischen Briefe. Der Text wurde einspaltig mit je 28 Zeilen auf 397 Seiten (je 34,5 × 23,5 cm) geschrieben.

## Text
Die Texte der Paulusbriefe (& Hebräer) repräsentieren den Byzantinischen Texttyp und sind der Kategorie V zuzuordnen. Die Katholischen Briefe enthalten einen gemischten Text, gehören der Kategorie III an und sind mit Marginalien versehen. Das Manuskript hat außerdem 15 Sonderlesarten, die in keiner anderen Handschrift des Neuen Testaments zu finden sind.
Der Text enthält das Comma Johanneum im 1. Johannesbrief (1 Joh 5,7-8 ).